# Kamienica Korlansowska w Krakowie
Kamienica Korlansowska (również Kamienica Sztumerów, Kamienica Ciechanowskich) – zabytkowa kamienica znajdująca się w Krakowie, w dzielnicy I przy ulicy Floriańskiej 3, na Starym Mieście.

## Historia
Kamienica została wzniesiona około 1300 jako murowany, jednotraktowy dom. Z tego okresu zachowała się dekoracja ceglanej ściany granicznej na parterze w postaci trójarkadowych wnęk. W XV wieku dobudowano tylny trakt, węższy od frontowego. W XV lub XVI wieku wzniesiono oficynę tylną. W drugiej ćwierci XVI wieku budynek był własnością lekarza królewskiego Spiczyńskiego. W trzeciej ćwierci XVI wieku nadbudowano drugie piętro i przebudowano fasadę na renesansową. W II połowie XVI i pierwszej ćwierci XVII wieku kamienica należała do rodziny Zemanów, w drugiej ćwierci XVII wieku do kupców del Pace'ów i lekarzy Mitkowskich, a w II połowie XVII wieku do aptekarzy Kossowskich. W 1712 została wyremontowana przez T. Marcinkowskiego. W II połowie XVIII wieku była własnością Sztumerów, którzy przez pewien czas prowadzili w niej zakład produkcji pasów słuckich. W 1821 została częściowo strawiona przez pożar. Odbudowano ją w stylu klasycystycznym. W 1825 została nabyta przez A. Wentzla, później przeszła na własność rodziny Ciechanowskich, która prowadziła w niej sklep winny. W 1912 kamienicę przebudowano według projektu Ludwika Wojtyczki i Kazimierza Wyczyńskiego, wznosząc jednocześnie nową oficynę. W latach 1967–1976 przeprowadzono remont generalny, podczas którego zaadaptowano piwnice na winiarnię.

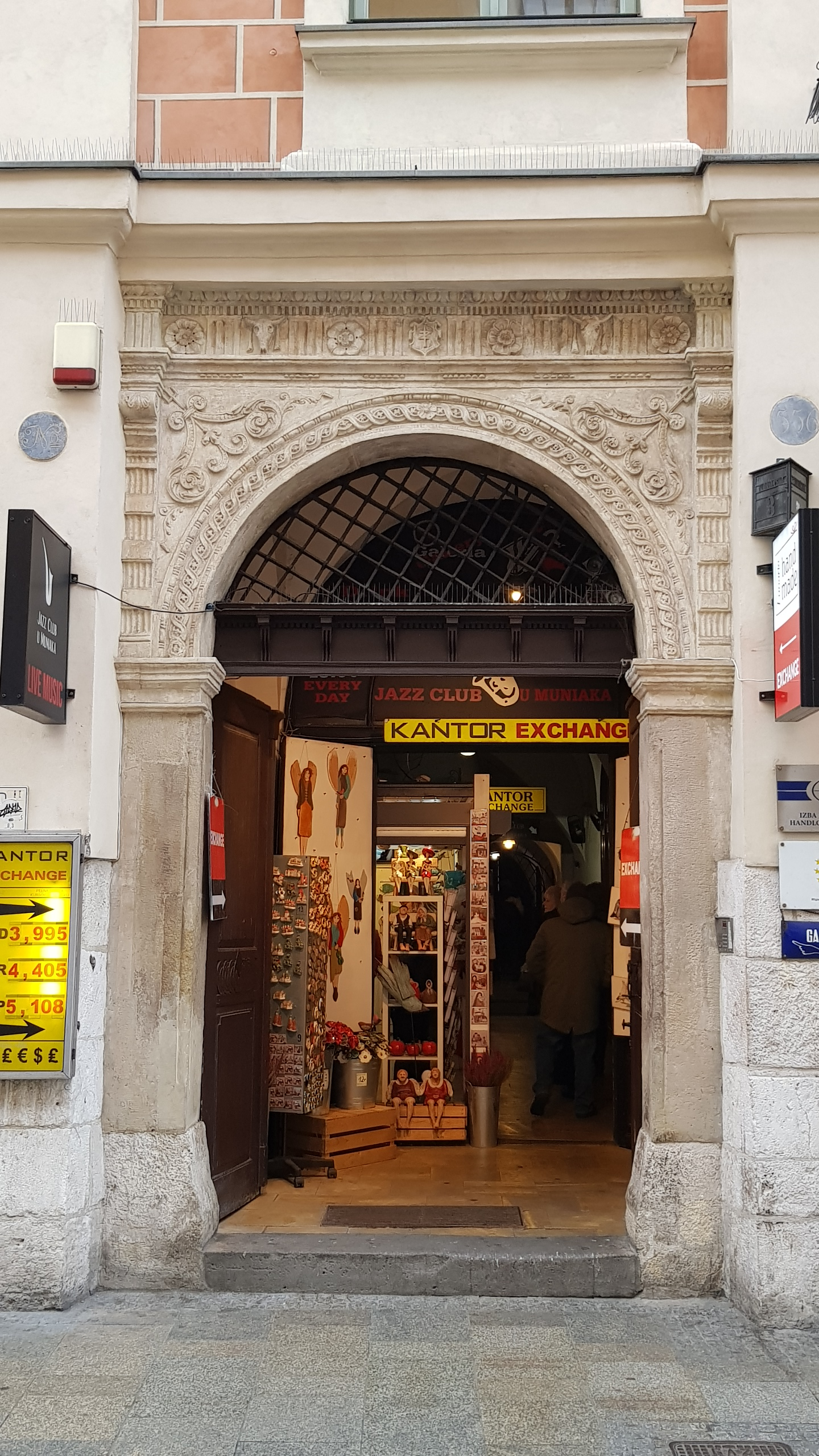
Portal

25 stycznia 1931 i ponownie 3 maja 1975 kamienica została wpisana do rejestru zabytków. Znajduje się także w gminnej ewidencji zabytków.

## Architektura
Kamienica posiada cztery kondygnacje. Fasada jest trójosiowa, o asymetrycznym układnie osi. W parterze znajduje się manierystyczny portal z XVI wieku. Okna pierwszego piętra ozdobione są trójkątnymi frontonami, a drugiego piętra – gzymsami.
We wnętrzach budynku zachowały się dekoracje klasycystyczne: drzwi, boazerie, szpalety, sztukaterie, kominek, lustra i iluzjonistyczna polichromia o tematyce rodzajowej autorstwa Michała Stachowicza w pokojach pierwszego piętra oraz sceny z żup wielickich w supraportach.